# Зелениця (Вараський район)
Зелени́ця — село в Україні, у Володимирецькій селищній громаді Вараського району Рівненської області. Населення становить 245 осіб.

## Географія
Село розташоване на правому березі річки Стубла.

## Історія
У 1906 році село Володимирецької волості Луцького повіту Волинської губернії. Відстань від повітового міста 105 верст, від волості 12. Дворів 31, мешканців 218.
12 червня 2020 року, відповідно до розпорядження Кабінету Міністрів України № 722-р від «Про визначення адміністративних центрів та затвердження територій територіальних громад Рівненської області», увійшло до складу Володимирецької селищної громади.
19 липня 2020 року, в результаті адміністративно-територіальної реформи та ліквідації Володимирецького району, село увійшло до складу Вараського району.

## Населення
За переписом населення 2001 року в селі мешкало 246 осіб. 100 % населення вказало своєї рідною мовою українську мову.